# 1967年の読売ジャイアンツ
1967年の読売ジャイアンツでは、1967年の読売ジャイアンツにおける動向をまとめる。
この年の読売ジャイアンツは、川上哲治監督の7年目のシーズンであり、V9の3年目のシーズンである。

## 概要
前年連覇を達成し、この年も3連覇を狙う川上監督は西鉄から高倉照幸と田中久寿男を、広島から森永勝也をトレードで獲得して打線を強化。戦力面では前年限りで引退した広岡達朗に代わって黒江透修が遊撃手のレギュラーを獲得し、柴田勲と1・2番コンビを形成。投手陣では前年新人王の堀内恒夫が若干成績を落としたが、城之内邦雄や金田正一、渡辺秀武などが例年通りの活躍を見せた。新戦力の投入で層が厚くなったチームは5月と8月に12連勝を2度記録するなど中日・阪神といったライバル球団を寄せ付けず、2位中日に12ゲーム差をつけて3年連続リーグ優勝を達成。日本シリーズは南海や西鉄といった常連に代わって阪急との対決となり第3戦まで3連勝して王手をかけるが、その後連敗。第6戦では長嶋茂雄や王貞治など打線の活躍もあり9対3で阪急を下し、3年連続の日本一を達成した。打撃陣は王が47本塁打・108打点の二冠王でMVPを、柴田が70盗塁で2年連続の盗塁王をそれぞれ獲得するなど絶好調で、チーム本塁打とチーム盗塁数はリーグ1位で、失策数も91でリーグ1位と断トツだった。投手陣も金田が16勝で復活するなど、チーム防御率2.87でリーグ2位と好調だった。

## チーム成績

### レギュラーシーズン
| 1 | 中 | 柴田勲     |
| 2 | 遊 | 黒江透修   |
| 3 | 一 | 王貞治     |
| 4 | 三 | 長嶋茂雄   |
| 5 | 捕 | 森昌彦     |
| 6 | 左 | 国松彰     |
| 7 | 右 | 田中久寿男 |
| 8 | 二 | 土井正三   |
| 9 | 投 | 城之内邦雄 |

| 順位 | 4月終了時 | 4月終了時 | 5月終了時 | 5月終了時 | 6月終了時 | 6月終了時 | 7月終了時 | 7月終了時 | 8月終了時 | 8月終了時 | 9月終了時 | 9月終了時 | 最終成績 | 最終成績 |
| ---- | --------- | --------- | --------- | --------- | --------- | --------- | --------- | --------- | --------- | --------- | --------- | --------- | -------- | -------- |
| 1位  | 巨人      | --        | 巨人      | --        | 巨人      | --        | 巨人      | --        | 巨人      | --        | 巨人      | --        | 巨人     | --       |
| 2位  | 阪神      | --        | 阪神      | 6.5       | 中日      | 6.0       | 中日      | 6.5       | 中日      | 17.0      | 中日      | 15.0      | 中日     | 12.0     |
| 3位  | 大洋      | 1.0       | 中日      | 7.5       | 阪神      | 8.0       | 阪神      | 10.0      | 阪神      | 17.5      | 阪神      | 15.5      | 阪神     | 14.0     |
| 4位  | 中日      | 2.5       | サンケイ  | 10.0      | サンケイ  | 13.0      | サンケイ  | 13.0      | 大洋      | 22.5      | 大洋      | 23.0      | 大洋     | 25.0     |
| 5位  | 広島      | 3.5       | 大洋      | 13.5      | 大洋      | 16.0      | 大洋      | 17.0      | サンケイ  | 24.0      | サンケイ  | 26.0      | サンケイ | 26.0     |
| 6位  | サンケイ  | 8.0       | 広島      | 16.5      | 広島      | 17.0      | 広島      | 19.5      | 広島      | 30.0      | 広島      | 34.5      | 広島     | 37.0     |

| 順位 | 球団             | 勝 | 敗 | 分 | 勝率 | 差   |
| 1位  | 読売ジャイアンツ | 84 | 46 | 4  | .646 | 優勝 |
| 2位  | 中日ドラゴンズ   | 72 | 58 | 4  | .554 | 12.0 |
| 3位  | 阪神タイガース   | 70 | 60 | 6  | .538 | 14.0 |
| 4位  | 大洋ホエールズ   | 59 | 71 | 5  | .454 | 25.0 |
| 5位  | サンケイアトムズ | 58 | 72 | 5  | .446 | 26.0 |
| 6位  | 広島カープ       | 47 | 83 | 8  | .362 | 37.0 |

### 日本シリーズ
| 日付                                   | 試合   | ビジター球団（先攻） | スコア | ホーム球団（後攻） | 開催球場     |
| -------------------------------------- | ------ | -------------------- | ------ | ------------------ | ------------ |
| 10月21日（土）                         | 第1戦  | 読売ジャイアンツ     | 7 - 3  | 阪急ブレーブス     | 阪急西宮球場 |
| 10月22日（日）                         | 第2戦  | 読売ジャイアンツ     | 1 - 0  | 阪急ブレーブス     | 阪急西宮球場 |
| 10月23日（月）                         | 移動日 | 移動日               | 移動日 | 移動日             | 移動日       |
| 10月24日（火）                         | 第3戦  | 阪急ブレーブス       | 1 - 6  | 読売ジャイアンツ   | 後楽園球場   |
| 10月25日（水）                         | 第4戦  | 阪急ブレーブス       | 9 - 5  | 読売ジャイアンツ   | 後楽園球場   |
| 10月26日（木）                         | 第5戦  | 阪急ブレーブス       | 6 - 3  | 読売ジャイアンツ   | 後楽園球場   |
| 10月27日（金）                         | 移動日 | 移動日               | 移動日 | 移動日             | 移動日       |
| 10月28日（土）                         | 第6戦  | 読売ジャイアンツ     | 9 - 3  | 阪急ブレーブス     | 阪急西宮球場 |
| 優勝：読売ジャイアンツ（3年連続9回目） |        |                      |        |                    |              |

## オールスターゲーム1967
- 選出選手及びスタッフ

| ポジション | 名前       | 選出回数 |
| ---------- | ---------- | -------- |
| 監督       | 川上哲治   |          |
| 投手       | 金田正一   | 16       |
| 投手       | 菅原勝矢   | 初       |
| 投手       | 城之内邦雄 | 4        |
| 捕手       | 森昌彦     | 8        |
| 一塁手     | 王貞治     | 8        |
| 二塁手     | 土井正三   | 初       |
| 三塁手     | 長嶋茂雄   | 10       |
| 内野手     | 黒江透修   | 初       |
| 外野手     | 柴田勲     | 5        |
| 外野手     | 高倉照幸   | 10       |

- 太字はファン投票による選出、取消線は出場辞退。

## できごと
- 6月7日 - 金田正一投手、大洋ホエールズ戦で16奪三振を達成。
- 8月16日 - 菅原勝也投手、阪神タイガース戦で3人目、巨人では初の「1球勝利投手」。
- 10月10日 - 堀内恒夫投手、広島カープ戦（後楽園球場）でノーヒットノーラン達成。おまけに自ら3本の本塁打を連発する快挙。これを含めて2回から7回まで6イニング連続本塁打[3]の新記録も達成する。ちなみにこの試合では長嶋茂雄三塁手は欠場、王貞治一塁手はノーヒットだった。

## 表彰選手
- 最優秀選手：王貞治（2年ぶり3度目）
- 本塁打王：王貞治（47本、6年連続6度目）
- 打点王：王貞治（108打点、4年連続5度目）
- 盗塁王：柴田勲（70盗塁、2年連続2度目）
- 最多出塁数：王貞治（276個、初受賞）
- 最高勝率：堀内恒夫（.857、2年連続2度目）
- ベストナイン：

森昌彦（捕手、7年連続7度目）
王貞治（一塁手、6年連続6度目）
長嶋茂雄（三塁手、10年連続10度目）
柴田勲（外野手、初受賞）

## ドラフト
| 順位 | 選手名     | 守備位置 | 所属                   | 結果                 |
| ---- | ---------- | -------- | ---------------------- | -------------------- |
| 1位  | 高田繁     | 外野手   | 明治大学               | 入団                 |
| 2位  | 山内新一   | 投手     | 三菱重工三原           | 入団                 |
| 3位  | 大隅正人   | 投手     | サッポロビール         | 入団                 |
| 4位  | 山田直政   | 投手     | 岡山南高               | 入団                 |
| 5位  | 板東順司   | 投手     | 鳴門高                 | 入団                 |
| 6位  | 菅田秀高   | 投手     | 島根農科大学附属農林高 | 拒否・松江農協       |
| 7位  | 沢田止男   | 内野手   | 八代東高               | 拒否・日本鋼管入社   |
| 8位  | 小田芳男   | 捕手     | 萩高                   | 入団                 |
| 9位  | 小平誠司   | 捕手     | 陸上自衛隊西部         | 入団                 |
| 10位 | 関本四十四 | 投手     | 糸魚川商工高           | 入団                 |
| 11位 | 依田優一   | 外野手   | 堀越高                 | 拒否・法政大学進学   |
| 12位 | 飯尾尊雄   | 投手     | 丹原高                 | 入団                 |
| 13位 | 中室幹雄   | 外野手   | 津山商業高             | 入団                 |
| 14位 | 三平孝広   | 投手     | 木更津中央高           | 入団                 |
| 15位 | 佐藤清三郎 | 捕手     | 木更津中央高           | 拒否・大昭和製紙入社 |